# Frans voetbalkampioenschap 1947/48
In 1947/48 werd het tiende professionele voetbalkampioenschap georganiseerd in Frankrijk.

## Eindstand
| Plaats | Club                   | Ptn | Wed | W  | G  | V  | DV | DT | DS  | Opmerking                  |
| ------ | ---------------------- | --- | --- | -- | -- | -- | -- | -- | --- | -------------------------- |
| 1      | Olympique de Marseille | 48  | 34  | 20 | 8  | 6  | 83 | 43 | +40 | Kampioen                   |
| 2      | Lille OSC              | 47  | 34  | 20 | 7  | 7  | 82 | 51 | +31 | (Winnaar Coupe de France)  |
| 3      | Stade de Reims         | 46  | 34  | 20 | 6  | 8  | 73 | 34 | +39 |                            |
| 4      | AS Saint-Étienne       | 41  | 34  | 16 | 9  | 9  | 72 | 58 | +14 |                            |
| 5      | Stade Français FC      | 38  | 34  | 15 | 8  | 11 | 68 | 58 | +10 |                            |
| 6      | RC Strasbourg          | 37  | 34  | 13 | 11 | 10 | 82 | 58 | +24 |                            |
| 7      | RC Paris               | 37  | 34  | 16 | 5  | 13 | 79 | 64 | +15 |                            |
| 8      | CO Roubaix-Tourcoing   | 37  | 34  | 15 | 7  | 12 | 62 | 60 | +2  |                            |
| 9      | FC Sochaux-Montbéliard | 34  | 34  | 13 | 8  | 13 | 63 | 59 | +4  |                            |
| 10     | Stade Rennais UC       | 34  | 34  | 13 | 8  | 13 | 56 | 59 | -3  |                            |
| 11     | FC Metz                | 30  | 34  | 13 | 4  | 17 | 70 | 82 | -12 |                            |
| 12     | FC Nancy               | 30  | 34  | 11 | 8  | 15 | 49 | 64 | -15 |                            |
| 13     | Toulouse FC            | 29  | 34  | 13 | 3  | 18 | 50 | 62 | -12 |                            |
| 14     | AS Cannes              | 29  | 34  | 10 | 9  | 15 | 47 | 66 | -19 |                            |
| 15     | SO Montpellier         | 28  | 34  | 10 | 8  | 16 | 52 | 67 | -15 |                            |
| 16     | FC Sète                | 26  | 34  | 11 | 4  | 19 | 59 | 85 | -26 |                            |
| 17     | Olympique Alès         | 25  | 34  | 7  | 11 | 16 | 49 | 79 | -30 | Degradatie naar Division 2 |
| 18     | Red Star Olympique     | 16  | 34  | 6  | 4  | 24 | 30 | 77 | -47 | Degradatie naar Division 2 |

(Overwinning:2 ptn, gelijk:1 pt, verlies:0 ptn)
 

## Topschutters
| Plaats | Speler             | Nat.                                                             | Club                   | Goals |
| ------ | ------------------ | ---------------------------------------------------------------- | ---------------------- | ----- |
| 1      | Jean Baratte       | Vlag van Frankrijk                                               | Lille OSC              | 31    |
| 2      | Pierre Sinibaldi   | Vlag van Frankrijk                                               | Stade de Reims         | 25    |
| 3      | Boleslav Tempowski | Vlag van Frankrijk · Vlag van Polen                              | Lille OSC              | 23    |
| 4      | Jean Grumellon     | Vlag van Frankrijk                                               | Stade Rennais UC       | 22    |
| 5      | Larbi Ben Barek    | Vlag van Frankrijk                                               | Stade Français FC      | 20    |
| -      | Desiré Koranyi     | Vlag van Frankrijk · Vlag van Hongarije (1946-1949 en 1956-1957) | FC Sète                | 20    |
| -      | Jozef Humpal       | Vlag van Tsjechië                                                | FC Sochaux-Montbéliard | 20    |
| 8      | Georges Moreel     | Vlag van Frankrijk                                               | RC Paris               | 18    |
| 9      | Alphonse Rolland   | Vlag van Frankrijk                                               | RC Strasbourg          | 17    |
| 10     | Émile Bongiorni    | Vlag van Frankrijk                                               | RC Paris               | 16    |
| -      | Ernest Vaast       | Vlag van Frankrijk                                               | RC Paris               | 16    |
| 12     | René Bihel         | Vlag van Frankrijk                                               | Olympique de Marseille | 15    |
| -      | Henri Baillot      | Vlag van Frankrijk                                               | FC Metz                | 15    |
| -      | Guthmuller         | ?                                                                | FC Metz                | 15    |
| -      | Gustave Kemp       | Vlag van Luxemburg                                               | FC Metz                | 15    |
| -      | Pierre Bini        | Vlag van Frankrijk                                               | Stade de Reims         | 15    |
| -      | Claude Paillère    | ?                                                                | Stade Rennais UC       | 15    |
| -      | Antoine Rodriguez  | Vlag van Frankrijk                                               | AS Saint-Étienne       | 15    |

1932/33 · 1933/34 · 1934/35 · 1935/36 · 1936/37 · 1937/38 · 1938/39 · 1939/40 · 1940/41 · 1941/42 · 1942/43 · 1943/44 · 1944/45 · 1945/46 · 1946/47 · 1947/48 · 1948/49 · 1949/50 · 1950/51 · 1951/52 · 1952/53 · 1953/54 · 1954/55 · 1955/56 · 1956/57 · 1957/58 · 1958/59 · 1959/60 · 1960/61 · 1961/62 · 1962/63 · 1963/64 · 1964/65 · 1965/66 · 1966/67 · 1967/68 · 1968/69 · 1969/70 · 1970/71 · 1971/72 · 1972/73 · 1973/74 · 1974/75 · 1975/76 · 1976/77 · 1977/78 · 1978/79 · 1979/80 · 1980/81 · 1981/82 · 1982/83 · 1983/84 · 1984/85 · 1985/86 · 1986/87 · 1987/88 · 1988/89 · 1989/90 · 1990/91 · 1991/92 · 1992/93 · 1993/94 · 1994/95 · 1995/96 · 1996/97 · 1997/98 · 1998/99 · 1999/00 · 2000/01 · 2001/02 · 2002/03 · 2003/04 · 2004/05 · 2005/06 · 2006/07 · 2007/08 · 2008/09 · 2009/10 · 2010/11 · 2011/12 · 2012/13 · 2013/14 · 2014/15 · 2015/16 · 2016/17 · 2017/18 · 2018/19 · 2019/20 · 2020/21 · 2021/22 · 2022/23 · 2023/24 · 2024/25